# سیستم آو ا داون
سیستم آو اِ داون (به انگلیسی: System of a Down) (یا به‌طور خلاصه سیستم یا SOAD) نام گروه موسیقی ارمنی آمریکایی است که در سبک متال فعالیت می‌کند. اعضای این گروه فعالیتشان را در سال ۲۰۰۶ به حالت تعلیق درآوردند و مجدداً در سال ۲۰۱۰ فعالیت خود را تا به امروز از سر گرفته‌اند.

## زندگی‌نامه
سرژ تانکیان و دارون مالاکیان هر دو در دوران کودکی به مدرسه روز و الکس پیلیبوس می‌رفتند اما به‌دلیل ۸ سال تفاوت سنی تا سال ۱۹۹۲ همدیگر را ملاقت نکرده بودند اما هر دو به تنهایی در بندهای متفاوت مشغول به کاربودند. این دو تصمیم به پایه‌گذاری یک گروه راک گرفتند. ابتدا نام “SOIL” (خاک) را برای گروه انتخاب کردند که در آن تانکیان به‌عنوان خواننده اصلی و نوازنده کیبورد٫ ملکیان به‌عنوان خواننده و نوازنده گیتار٫ دیو هاکوپیان به‌عنوان نوازنده گیتار باس و در آخر دمنگو یا دینگو لارانیو به‌عنوان نوازنده درام فعالیت می‌کردند. بعد از آن گروه٫ شاو آدادجیان را به‌عنوان مدیر گروه استخدام می‌کند اما وی تنها به‌عنوان نوازنده اصلی گیتار وارد گروه می‌شود. در سال ۱۹۹۴ تنها بعد از یک اجرای زنده و و یک دوره ضبط٫ هاکوپیان و لارانیو با باور به این که این گروه آینده‌ای نخواهد داشت از آن جدا شدند.

### تشکیل گروه سیستم آو اِ داون
بعد از جدا شدن لارانیو و هاکوپیان٫ تانکیان٫ ملکیان و آدادجیان گروه جدیدی را به نام سیستم آو ا داون تشکیل می‌دهند. اعضای گروه ریشه‌های نژادی مشترکی دارند. سرج و جان در لبنان به دنیا آمده‌اند، شاوو در ارمنستان متولد شده و دارون هم ارمنی‌تبار است. اصالت شرقی، ریشهٔ خاورمیانه‌ای و از همه مهم‌تر فرهنگ و موسیقی ارمنی، آشکارا در آهنگ‌های آن‌ها نمود دارد.
در پی یک تصمیم جدی، گروه شروع به تدارک دیدن مکانی به عنوان کانون هواداران کرد و آن‌ها خیلی زود منطقه‌ای در لس آنجلس -جایی که اولین دموهای گروه در آنجا ساخته شد- که البته محیط مناسبی هم داشت را برای این منظور انتخاب کردند. اینجا بود که اعضای گروه احساس کردند به یک نام جدید برای گروه نیاز دارند. نامی که مناسب سبک موسیقی و راه آن‌ها باشد. آن‌ها نام «SYSTEM OF A DOWN” را انتخاب کردند که برگرفته از نام یکی از اشعار دارون که عنوان اصلی آن “VICTIMS OF A DOWN” است، بود. در مورد این نام باید گفت که دربارهٔ معنی و مفهوم آن بحث‌های زیادی را می‌توان مطرح کرد اما معنی کلی آن “پایه‌ای از فروپاشی» است. آنچه به عنوان دلیل مطرح می‌گردد آن است که کلمه SYSTEM به ۲ دلیل جایگزین کلمه VICTIM می‌گردد. اول آنکه استفاده از کلمه سیستم در ارائه هرچه بهتر نام گروه به جامعه کمک می‌کند و مردم در تمام دنیا به سادگی با آن ارتباط برقرار خواهند کرد و دلیل دوم آنکه گروه علاقه زیادی داشت تا نام خود را به نوعی با نام قهرمان موسقیایی خود گروه SLAYER هماهنگ کند.
بزرگ‌ترین شانس گروه زمانی به آن‌ها روی آورد که ریک رابین (Rick Rubin) -کارگردان معروف عرصهٔ موسیقی راک- به گروه پیشنهاد برگزاری کنسرتی واقع در «Viper Room”در هالیوود -زمانی که نام گروه هنوز SOIL بود- را داد. رابین از طریق یک دوست به نام “Oseary” که برای کمپانی “ماوریک رکوردز» کار می‌کرد با گروه آشنا شده بود.
با تأثیری که این کنسرت روی گروه گذاشت و عامه پسند بودن دموهای گروه رابین به آن‌ها پیشنهاد امضای قرارداد برای ضبط آلبوم توسط کمپانی «امریکن رکوردز» را داد.
گروه کمی زمان خواست تا همهٔ پیشنهادها را بررسی کند. رابین تجربه طولانی در کار با گروه‌های مختلف و سابقه همکاری با جانی کش، اسلیر، رد هات چیلی پپرز و لینکین پارک را در کارنامه‌اش داشت. پس از بررسی همه موارد گروه تصمیم گرفت تا با رابین و امریکن رکوردز قرارداد ببندد.

### آلبوم‌ها
پس از بستن قرارداد گروه روی اولین آلبوم رسمی خود که به نام خود گروه بود شروع به کار کرد. این آلبوم در سال ۱۹۹۸ ضبط شد. آلبوم خیلی زود در بین طرفداران هاردراک در سراسر جهان محبوب شد و سینگل‌هایی مانند «Sugar» و «Spiders» بارها در رادیو و تلویزیون به خصوص “MTV” پخش شدند. ندای محکم و بی‌مانند آن‌ها دربارهٔ جامعه، سیاست و مسائل مذهبی آن‌ها را از سایر گروه‌ها متمایز می‌کرد. این مسائل به علاوهٔ تورهای گسترده گروه در سرتاسر جهان به افزایش محبوبیت آن‌ها انجامید.
پس از موفقیت دو سالهٔ مربوط به آلبوم اول و شرکت در تور “Ozzfest” گروه دوباره به استودیو بازگشت تا روی دومین آلبوم کار کند. رابین که دوباره به عنوان کارگردان انتخاب شده بود در مورد آلبوم دوم و گروه گفت: «آنها واقعاً آماده هستند که خودشان را دوباره نشان بدهند و بهتر و بزرگ‌تر از قبل باشند. من فکر می‌کنم گروه به خاطر آلبوم اولشان خیلی مغرور شده باشند ولی الان می‌خواهند که رشد کنند، آهنگ‌های زیادی بنویسند و در جهت‌های مختلفی حرکت کنند.»
و آن‌ها این کار را انجام دادند. در اوت سال ۲۰۰۱ کار ضبط Toxicity به پایان رسید و آلبوم در دسترس عموم قرار گرفت. Toxicity به خوبی نشان از اصالت گروه داشت. گروه در آن زمان کلاس بالاتری نسبت به گروه‌های دیگر داشت، آلبوم هم همین‌طور.
گروه با اولین سینگل خود یعنی «Chop Suey!» و پخش مکرر آن از MTV نظر همه را جلب کرد. این سینگل افراد زیادی را شیفتهٔ سیستم آو ا داون کرد که تا آن زمان اصلاً به گروه اهمیت نداده بودند. فروش آلبوم هم خیلی چشمگیر بود. «Aerials", "Chop Suey!» و «Toxicity» بارها از ایستگاه‌های رادیویی و تلویزیونی پخش شدند. این آلبوم نام سیستم آو ا داون را در بین گروه‌های بزرگ راک دنیا قرار داد.
در سال ۲۰۰۲ در میان تورهای سنگین Toxicity گروه Steal This Album را که کلکسیونی بود از آهنگ‌های ساخته شده برای Toxicity ضبط کرد. آلبوم جدید خیلی شبیه آلبوم قبلی بود. علت نام جالب آن هم این هست که چون خیلی از آلبوم قبلی کپی‌برداری غیرمجاز شد (به قول یکی از سایت‌ها میلیون‌ها کپی غیرمجاز از Toxicity گرفته شد) در واقع گروه از سر خشم و ناراحتی این نام را برگزید. مجلهٔ Towse Pulse مطلب جالبی در مورد سیستم به چاپ رساند که قسمتی از آن این گونه است: «آهنگ‌های گروه سرشار هستند از طغیان، سرکشی، شورش و اعتراض. موسیقی آن‌ها که ترکیبی است از هاردراک، متال، رپ، جز و ملودی‌های خاور میانه‌ای، گویای نیاز به حرکت و متحد شدن در برابر تبعیض، تعصب و بی عدالتی است.»
گروه در هفتم ژوئیه ۲۰۰۴ کار ضبط آلبوم جدیدشان را در یک استودیوی خانگی در کالیفرنیا در هالیوود هیلز شروع کرد. اکثر اشعار آلبوم آخر را دارون سروده است. به گفتهٔ او این آلبوم برگرفته از کارهای کرفت ورک، زامبی، بیچ بویز، دارک ترون و در حقیقت تلفیقی از آن‌ها است. سرج همچنین گفت: «ما آمادهٔ یک تغییر بودیم. ما کاری جدید رو می‌خواستیم و نیاز به پیشرفت داشتیم. ما پیش از این همواره در استودیوهای رسمی (Traditional) کارهامون رو ضبط می‌کردیم، اما این یک حرکت خوب بود. این‌جا مکان بزرگیه، جایی سر سبز با زمین‌هائی زیبا که میشه هر کاری در اون جا انجام داد. ما از با هم بودن و موزیکی که می‌سازیم لذت می‌بریم.»
آلبوم آخر گروه شامل تأثیرات شگفت‌انگیزی بود. آهنگ‌های جدید سرشار از تفسیرهای اجتماعی، عشق، یادآوری گذشته، ارتباط خویشاوندی، سیاست، تجربیات عجیب و مسائل عاطفی بودند. کار انتشار این مجموعه بر عهدهٔ امریکن رکوردز بود. دارون در رابطه با مجموعهٔ آخر گفته: «وقتی ما شروع به ضبط کردیم کاملاً تمرکز داشتیم تا هر آهنگ به بهترین حالتی که می تونه باشه ساخته بشه و هر ترک نمرهٔ هزار در صد رو بگیره! مجموعه‌ای شامل دو آلبوم هیچ وقت به ذهن ما نرسیده بود. ما به تمام آهنگ‌هامون نگاه کردیم و می‌خواستیم تا چهارده تا از بهترین‌ها رو برای یک آلبوم انتخاب کنیم. اما متوجه شدیم که آهنگ‌های خیلی خوبی داریم که همگی با هم مرتبط‌اند و میتونن دو آلبوم رو تشکیل بدن. ما این عقیده رو دنبال نکردیم بلکه این عقیده به سراغ ما اومد.»
تصمیم برای ساخت آلبومی با دو سی دی (Hypnotize/Mezmerize) این اجازه را به هواداران گروه داد تا با آلبوم اول قبل از به بازار آمدن آلبوم دوم زندگی کنند. ریک رابین و دارون تهیه‌کنندگی آلبوم جدید را برعهده داشتند. مهندسی صدای این کار هم بر عهدهٔ جانی پولانسکی بود. از آهنگ‌های شاخص این دو آلبوم می‌توان به «Kill Rock N Roll" ,"B.Y.O.B." ,"Lost in hollywood" ,"Question" ,"Radio Video» و «Hypnotize» اشاره کرد.

### وقفه
در ماه مه سال ۲۰۰۶ بند اعلام کرد تا برای مدتی از همدیگر جدا خواهند شد و هر یک به تنهایی کارهای جداگانه‌ای را انجام خواهند داد. در همین راستا ملکیان تأکید کرد که این جدایی و و قفه چند سالی ادامه خواهد داشت و ادادجیان نیز در مصاحبه خود با مجله Guitar اعلام کرد که این جدایی حداقل ۳ سال به درازا خواهد انجامید. وی در مصاحبه خود با کانال MTV اشاره کرد که این وقفه به هیج عنوان به معنای جدایی نیست و در غیر این صورت ایشان در حال حاضر در فستیوال OZZ حضور پیدا نمی‌کردند. وی اشاره کرد که به مدت ۱۰ سال است که به عنوان گروه سیستم در حال فعالیت می‌باشند و احتیاج به استراحتی طولانی دارند.
اما جدا از این وقفه سرج تانکیان و دارون ملکیان هر یک جداگانه به کار خود ادامه داده و هر دو نیز به‌طور جداگانه آلبوم‌های خود را منتشر کردند.
ملکیان به همراه دلمایان گروه جدیدی را به نام Scarce on Broadway را تشکیل و به کار خود ادامه داد و سرج تانکیان نیز در پاییز سال ۲۰۰۷ آلبوم سولوی خود را تحت عنوان Elect the Dead به بازار ارائه کرد. ملکیان و دلمایان آلبوم خود را تحت عنوان Self-titled Album در ماه ژوئیه سال ۲۰۰۸ به بازار ارائه کردند. دلمایان در کنار همکاری خود با ملکیان در گروه Scarce on Broadway بند موسیقی خود را نیز تشکیل داد. وی در کنار کارهای موسقیایی خود بازاری را بر روی اینترنت باز و در آن به فروش کتاب‌های کارتون (Comic Books) نیز پرداخت و اما آدادجیان پروژه خود با RZA را ادامه داد.

### تجدید دیدار
در ۲۹ نوامبر سال ۲۰۱۰ بعد از هفته‌ها گمانه زنی بر روی اینترنت گروه سیستم آو ا دان به‌طور رسمی برگشت گروه را جهت انجام تعدادی تور دور دنیا اعلام کرد. در پی این اعلام گروه تورهای فراوانی را در دور دنیا اجرا کرد. از سوئد تا انگلستان و در نهایت در ایالات متحده آمریکا.
در ماه اوت سال ۲۰۱۲ ار گروه در مورد آلبوم جدید سؤال شد که در جواب سرج تانکیان اعلام کرد که اعضاء گروه تا این لحظه جهت درست کردن آلبوه جدید تصمیم خاصی نگرفته‌اند. اما دیرتر در جای دیگر وی اعلام کرد که آلبوم جدید در زمان خود درست خواهد شد. همچنین دالمیان در سال ۲۰۱۲ از علاقه خود برای درست کردن آلبوم جدید پرده برداشت.
در ماه مه سال ۲۰۱۲ آدادجیان٫ در فیس بوک خود به نقد سرج تانکیان خواننده اصلی گروه پرداخت. وی در این نقد اشاره کرد که اختلاف نظر بین اعضای گروه و خواننده اصلی گروه سرج تانکیان دلیل اصلی ناتوانی گروه جهت ارائه آلبوم جدید به بازار می‌باشد. او در ادمه گفت این ما نیستیم (آدادجیان٫ ملکیان و دالمایان) بلکه سرج تانکیان است که علاقه‌ای به ارائه آلبوم جدید را ندارد. پس لطفاً اعتراضی به ما نداشته باشید. ما فقط منتظر سرج هستیم. او همچنین اعلام کرد که احتمال دارد که سرج تانکیان به دلیل گفته‌هایم از من متنفر شود اما این یک حقیقت است و من باید آن را عنوان می‌کردم. دوستان٫ من از شما عذرخواهی می‌کنم اما ما در تلاشیم تا آلبوم جدید را ارئه کنیم اما این قوانین سرج است که جلوی این امر را گرفته است. این به نوعی خنده دار است که ما گروه را تشکیل داده‌ایم اما حالا سرج از جلو رفتن ما جلوگیری می‌کند.
در حالی که وی این پست را از روی فیس خود برداشته است پیح اصلی گروه سیستم او اِ داون پستی را در جواب نظرات آدادجیان ارائه کرد. در این جوابیه آمده است: ساعاتی قبل آدادجیان چندین بیانیه در پیج شخصی خود گذاشت که بیان‌کننده احساسات و نظر گروه نمی‌باشد. این نوع بیانات گمراه‌کننده تحت تأثیر یک سری احساسات و عدم برداشت درست از شرایط از طرف شخص آدادجیان بوده و ارتباطی به افراد دیگر گروه ندارد. برای تمیز دادن ذهن دوست داران لازم است ذکر شود که کل گروه یعنی تانکیان٫ ملکیان٫ دالمایان و آدادجیان در تمامی تورهای اعلام شده حضور خواهند داشت.
و در نهایت سرج تانکیان در مورد آینده سیستم آو اِ داون می‌گوید: من نمی‌توانم با زور آلبومی را نوشته و منتشر کنم. این موضوع را به این صورت تعبیر می‌کند که گویی سعی در رفتار رمانتیک با کسی داشته باشید در حالی که به هیج وجه در حالت رمانتیک قرار ندارید. وی همچنین اشاره کرد که تهیه و ارائه آلبوم جدید نیاز به ۳ سال زمان دارد که او در حال حاضر این زمان را ندارد.
پس از این‌ها گروه در سال ۲۰۱۳ کنسرتی را ارائه داد

## اعضا

### اعضا کنونی
- سرژ تانکیان: خواننده اصلی، کیبورد، گیتار ریتم (۱۹۹۴ تا کنون)
- دارون ملکیان: گیتار لید، همخوان (۱۹۹۴ تا کنون)
- شاوو اودادجیان: گیتار بیس  (۱۹۹۴ تا کنون)
- جان دالمایان: درام (۱۹۹۷ تا کنون)

### اعضا پیشین
- اونترونیک خاچاتریان: درام (۱۹۹۴ تا ۱۹۹۷)